# Paullinia capreolata
Espèce
Classification APG III (2009)
Synonymes
Selon Tropicos (23 mars 2022) et GBIF (23 mars 2022) :
- Enourea capreolata Aubl. - Basionyme
- Paullinia clathrata Radlk.
- Paullinia connarifolia Rich.
- Paullinia connarifolia Rich. ex Juss.
- Paullinia faginea (Triana & Planch.) Radlk.
- Paullinia pilonensis Croat

Paullinia capreolata est une espèce de liane ligneuse néotropicale de la famille des Sapindaceae, (proche du guarana).

Cette espèce est connue sous les noms de Feifi finga (Nenge tongo), Fevi-fincar (Saramaka) en Guyane, Kutupurang au Guyana, Bejuco marrón, Manjar au Venezuela.

## Description
Paullinia capreolata est un complexe d'espèces largement répandu et hautement polymorphe.
Paullinia capreolata est une liane ligneuse longue de 1,5 à 25 m, et atteignent jusqu'à 15 cm de diamètre à la base.
Les tiges sont cylindriques, striées, lenticellées, tomenteuses-ferrugineuses lorsqu'elles sont jeunes puis devenant glabres, produisant un abondant latex laiteux.
Les tiges florifères, fructifères et les plus anciennes sont cylindriques ou subcylindriques, jamais profondément sillonnées
La section transversale révèle un unique cylindre vasculaire central.
Les stipules sont précocement caduques.
Les feuilles sont pennées à 5 folioles, avec le pétiole long de 4 à 9 cm et le rachis long de 1,8 à 4,5 cm, cylindriques, non ailés, pubérulents.
Les pétiolules sont longs de 3 à 5(10) mm, pubérulents.
Les folioles mesurent 6-15(27) x 2,2-4,2(12,5) cm, sont chartacées ou subcoriaces, glabres et luisantes sur les 2 faces (la face abaxiale est parfois légèrement apprimée-pubescente ou barbue à l'aisselle des nervures), et à l'apex obtus acuminé ou caudé.
Les folioles latérales sont de forme ovale, elliptique à obovale, à base obtuse, arrondie à aiguë.
La foliole terminale est de forme aiguë ou atténuée, elliptiques ou elliptiques-lancéolées.
Les marges sont subentières ou à dents glanduleuses éparses sur le tiers supérieur du limbe.
Les nervures primaire et secondaires sont saillantes sur la face abaxiale, et les nervures tertiaires forment des barreaux jaunâtres.
On note la présence de domaties à l'aisselle des nervures secondaires.
L'inflorescence est un thyrse, racémiforme, solitaire ou paniculé, axillaire ou terminale, à axes brièvement pubérulents ou tomenteux ou glabres. 
Les cymes hélicoïdes portent un stipe long de 1-4 mm.
Les bractées et bractéoles sont triangulaires, longues de 1 mm).
Le calice tomentuleux se compose de (3)4(5) sépales connés, concaves, de forme arrondie, longs d'environ 1,5 mm de long pour ceux externes, de forme oblongue, arrondie à l'apex, longs d'environ 3 mm de long pour ceux internes (le sépale antérieur échancré à l'apex).
Les pétales sont blancs, de forme obovale, longs d'environ 3 mm, crénelés vers l'apex, légèrement papillé sur la face adaxiale.
On note la présence d'appendices en forme de capuchon sur 2/3 de la longueur des pétales, avec une crête charnue, jaune, bifide, et des marges apprimées-pubescentes.
Le disque comporte 2 lobes glabres, et oblongs.
Les filets sont légèrement aplatis, densément couverts de longs poils roussâtres.
Le fruit est une capsule ligneuse-crustacée, de forme déprimée-globuleuse ou globuleuse-trigone, non ailée, de couleur jaune à orange, portant un stipe court, à surface glabre à finement pubescent, mesurant 1,5-2,5 x 1,5-2,7 cm, devenant ridée au séchage, et contenant une graine unique.
Le péricarpe est épais de 2-3 mm.
L'endocarpe est densément laineux-pubescent.
La graine entourée d'un arille (ou non), est de forme aplatie à globuleuse déprimée, de couleur brune ou brun foncé, terne, non sarcotestale, large de 1,2-1,5 cm,,,.

Paullinia capreolata est morphologiquement très proche de P. clathrata et de P. curvicuspis, mais s'en distingue par la présence de domaties.

## Répartition
Paullinia capreolata est connu du Costa Rica, au Brésil, en passant par la Colombie, le Venezuela, le Guyana, le Suriname, la Guyane, l'Équateur, le Pérou, et la Bolivie,.
Cette aire de répartition serait restreinte à la Guyane, au Pérou et au Brésil amazonien d'après certaines sources.

## Écologie
Paullinia capreolata est une liane poussant dans les forêts humides des terres basses.
Au Venezuela, on la trouve dans les forêts humides et ripicoles, les forêts galeries et la végétation secondaire, autour de 50–700 m d'altitude.
Paullinia capreolata fleurirait en novembre et fructifierait de février à avril.
Paullinia capreolata contient un composé cyanogènes (glycoside cyanogène : cardiospermine) dans ses feuilles, ses graines.
Les graines de Paullinia capreolata meurent en cas de dessiccation.
Les singes Atèle Ateles paniscus consomme les fruits mûrs de Paullinia capreolata en Guyane.
Dans la Reserva de Desenvolvimento Sustentável Mamirauá (pt) (Amazonas), les fruits de Paullinia capreolata sont consommés par les singes-écureuils Saimiri sciureus cassiquiarensis (LESSON, 1840) dans les várzea en périodes de crue, ainsi que Saimiri macrodon (Elliot, 1907).
Le daguet rouge Mazama americana consomme régulièrement le péricarpe et les graines de Paullinia capreolata en Guyane,.
Les fleurs de Paullinia capreolata sont pollinisées dans la région de Manaus (Amazonas par 3 espèces d'abeilles.

## Utilisations
Le fruit de Paullinia capreolata est réputé comestible, mais cette information reste à vérifier au vu des composés cyanogènes contenus dans la plante.

## Protologue

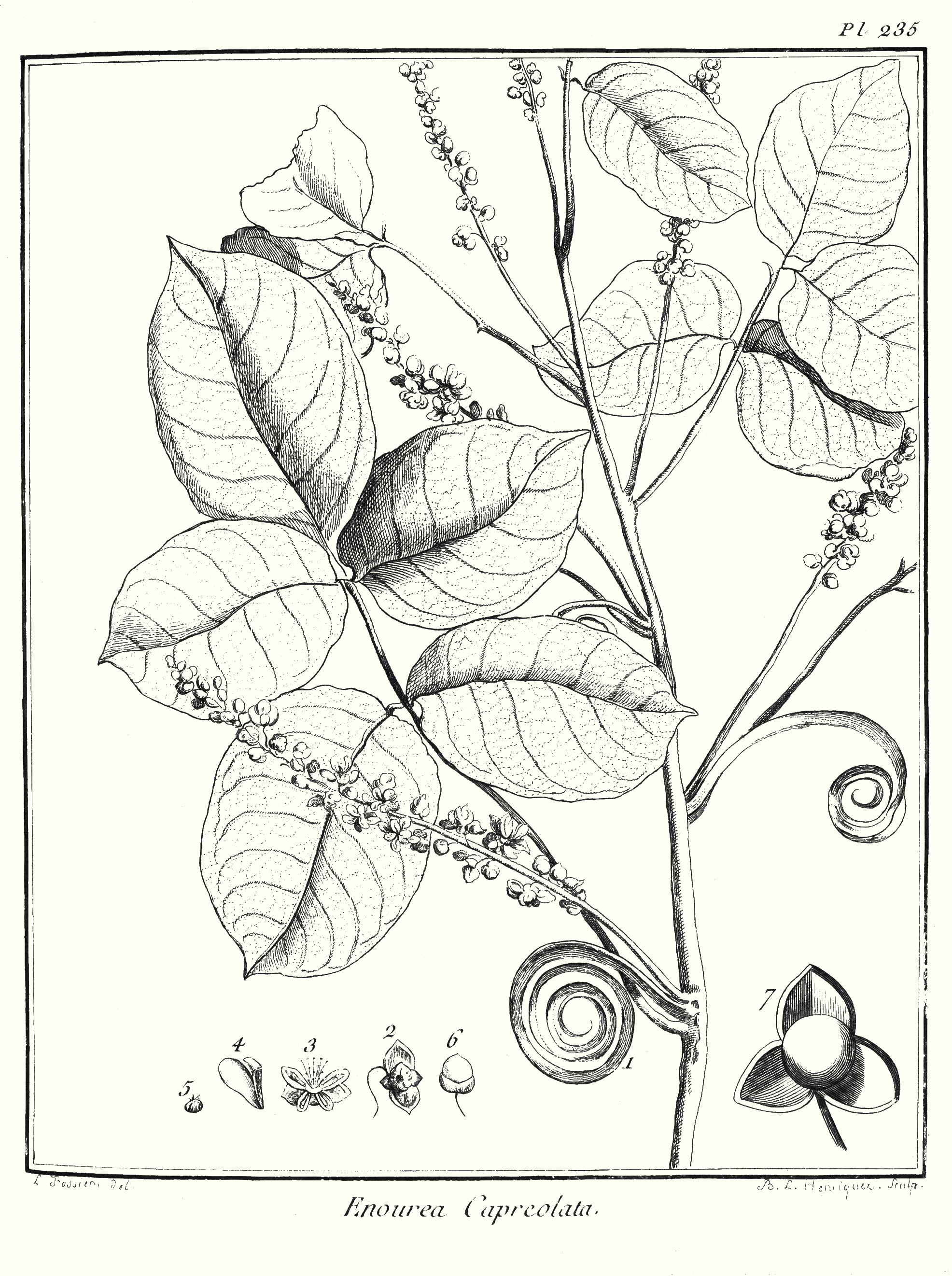
Paullinia capreolata : Planche 229. accompagnant la description du genre Paullinia par Aublet (1775)
Les parties de la fleur ſont un peu plus grandes que dans l'état naturel.
1. Vrille. - 2. Calice & ovaire. - 3. Corolle. - 4. Pétale avec un feuillet en forme de capuchon. - 5. Ovaire avec trois ſligmates. - 6. Capſule entourée du calice avant ſa maturité. - 7. Capſule ouverte en trois valves.

En 1775, le botaniste Aublet propose le protologue suivant : 

« ENOUREA capreolata. (Tabula 235.)
Frutex ſarmentoſus ; ramos plures, ſcandentes, ſuprà arbores ſparſos, è trunco tripedali emittens. Folia alterna, impari-pinnata, foliolis duobus, utrinque oppoſitis, coſtæ adnexis, ſubrotundis, acutis, glabris, ſubtùs ferrugineis; viticulus circinatus, ex axillâ quorundam foliorum, ſimùl & ſpica florum, ſed plures ſpicæ ad apicem ramulorum. Flores in ſpicà alternatim plures congeſti diſponuntur. Folia lacerata, rami & ramuli vulnerati, ſuccum lacteum fundunt.
Florebat Novembri.
Habitat ſuprà arbores in inſulâ fluvii Sinemari quadraginta milliaribus à maris littore.
Nomen Caribæum EYMARA ENOUROU.

L'ÉNOUROU. (Planche 235.)
La racine de cet arbrisseau pouſſe un tronc qui s'élève à trois on quatre pieds, ſur environ quatre pouces de diamètre. Son écorce eſt griſâtre. Son bois eſt blanc, à meſure qu'il ſe prolonge, il jette des branches ſarmenteuſes & rameuſes, qui ſe répandent ſur les arbres voiſins. Les branches & les rameaux ſont garnis de feuilles alternes, ailées, à deux rangs de folioles terminées par une impaire. Leur nombre eſt de deux ſur chaque rang ; elles ſont oppoſées & attachées par un court pédicule vers l'extrémité d'une côte cylindrique, longue de quatre pouces. Ces folioles ſont vertes en deſſus, rouſſâtres en deſſous, ovales, terminées par une pointe mouſſe. Les plus grandes ont trois pouces de longueur, ſur deux de largeur. 
De l'aiſſelle des feuilles naît une vrille longue, applatie & roulée en ſpirale. Vers l'extrémité des branches & du deſſus de cette vrille fort un épi de fleurs long de ſix pouces. Le bout des rameaux eſt terminé par un grand nombre d'épis. Les fleurs, ſont rangées alternativement par petits paquets près à près. 
Le calice eſt d'une ſeule pièce, diviſé profondément en quatre parties, dont deux plus grandes que les deux autres. 
La corolle eſt à quatre pétales blancs. Deux ſont plus étendus, plus larges, & deux plus petits. Ils ſont attachés au fond du calice par un onglet ſur lequel eſt place un feuillet concave, & en forme de capuchon jaune, charge de poils blancs. Les deux plus grands pétales ont à leur baſe deux groſſes glandes, & leur feuillet eſt plus long. 
Les étamines ſont au nombre de treize, rangées du côte des petits pétales ſur un diſque, & réunies à leur baſe ; en s épanouiſſant, elles forment un éventail. Les filets ſont grêles, & d'inégale longueur ; les plus longs ſont dans le milieu du faiſceau. Les anthères ſont jaunes, & à deux bourſes. 
Le piſtil eſt un ovaire poſé ſur un diſque. Il eſt triangulaire, arrondi, & terminé par trois stigmates. 
L'ovaire devient une capſule arrondie, a une ſeule loge, qui s'ouvre en trois valves. Elle contient une ſeule graine. 
Le calice ne tombe pas. 
Les parties de la fleur ſont un peu plus grandes que dans l'état naturel. 
Les branches coupées, les feuilles déchirées, & l'écorce entaillée, rendent un ſuc laiteux. 
Cet arbriſſeau eſt nommé EYMARA ENOUROU par les Galibis. Je l'ai trouvé répandu ſur des arbres qui avoient cru dans une petite île, formée par la rivière de Sinémari, à quarante lieues de ſon embouchure. 
II étoit en fleur dans le mois de Novembre. »

— Fusée-Aublet, 1775.